# Zemětřesení na Aljašce 1964

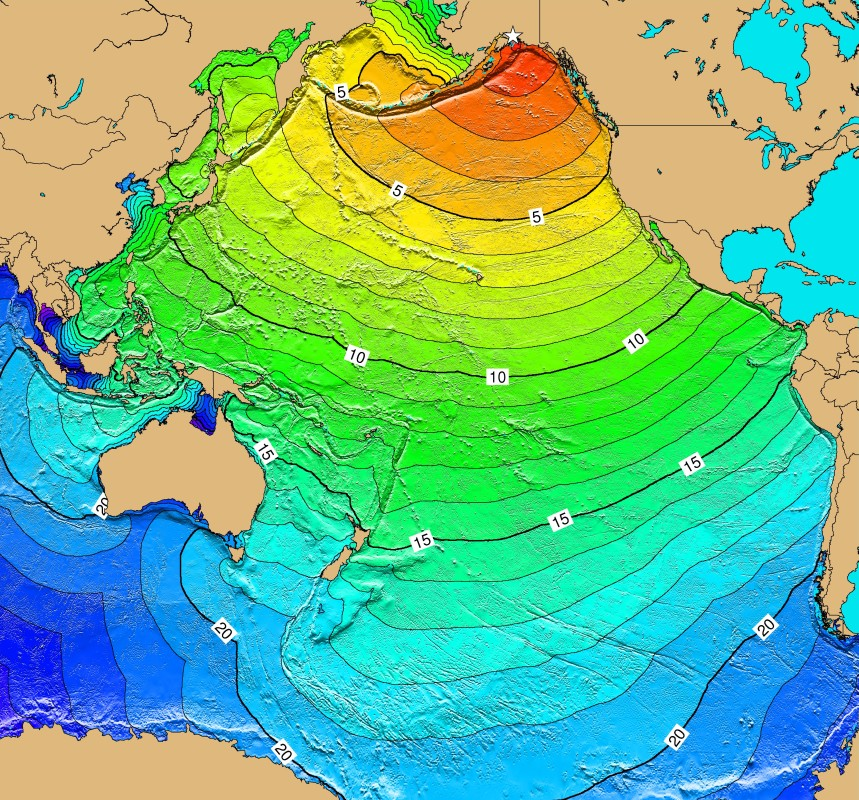
Rozsah tsunami: 1.Červená 1-4 hodiny od zemětřesení 2.Žlutá 5-6 hodin od zemětřesení 3.Zelená 7-14 hodin od zemětřesení 4.Modrá 15-21 hodin od zemětřesení

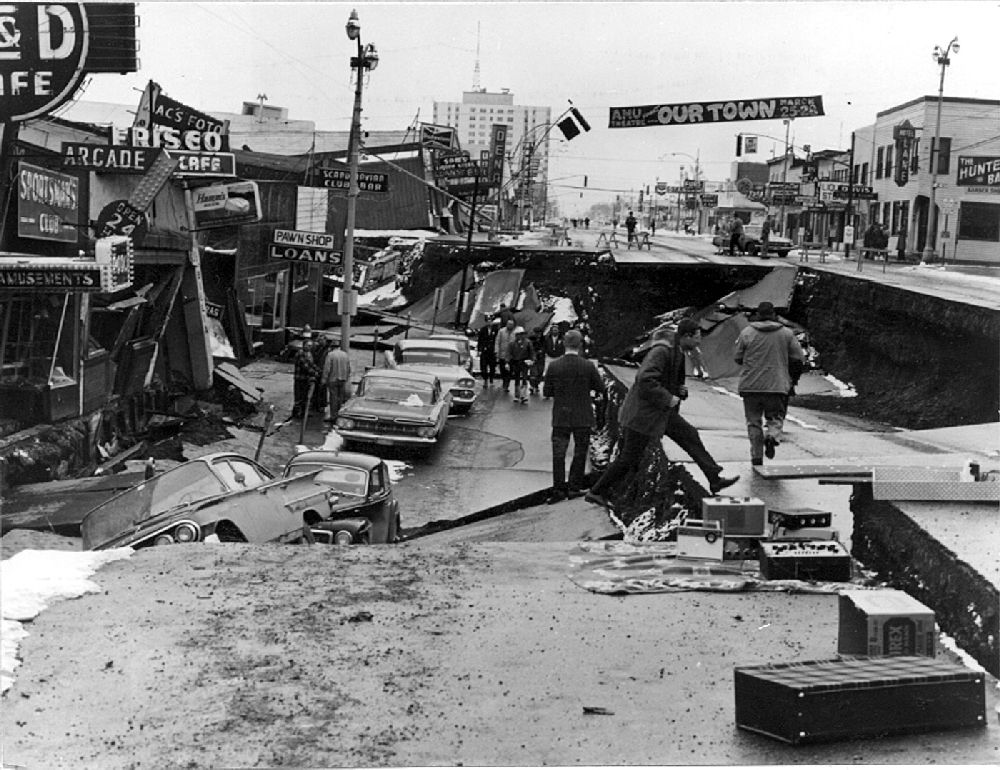
Poškozená Čtvrtá Avenue v Anchorage

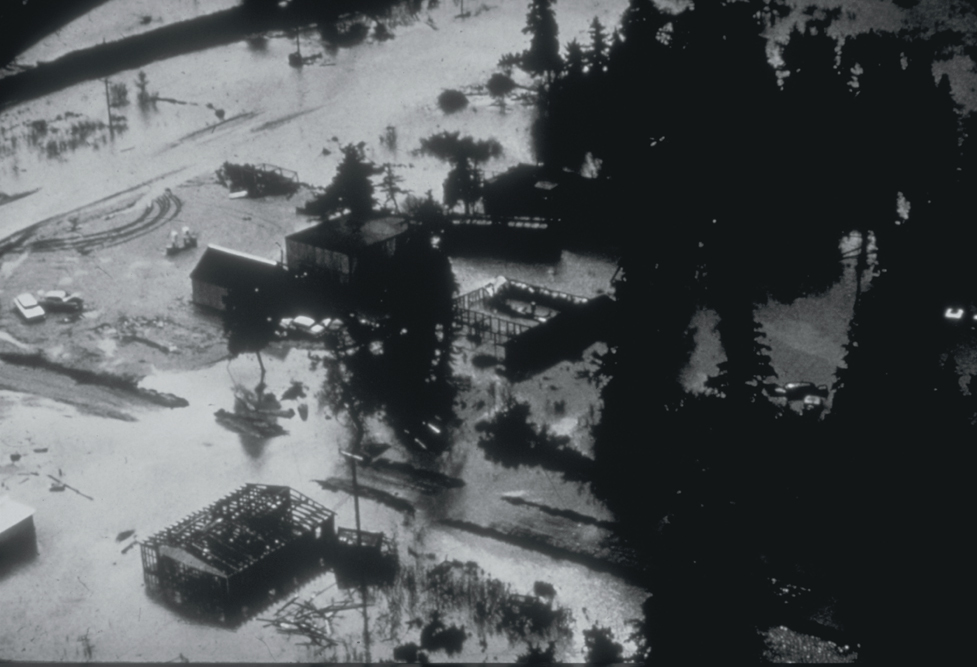
Trosky osady Portage

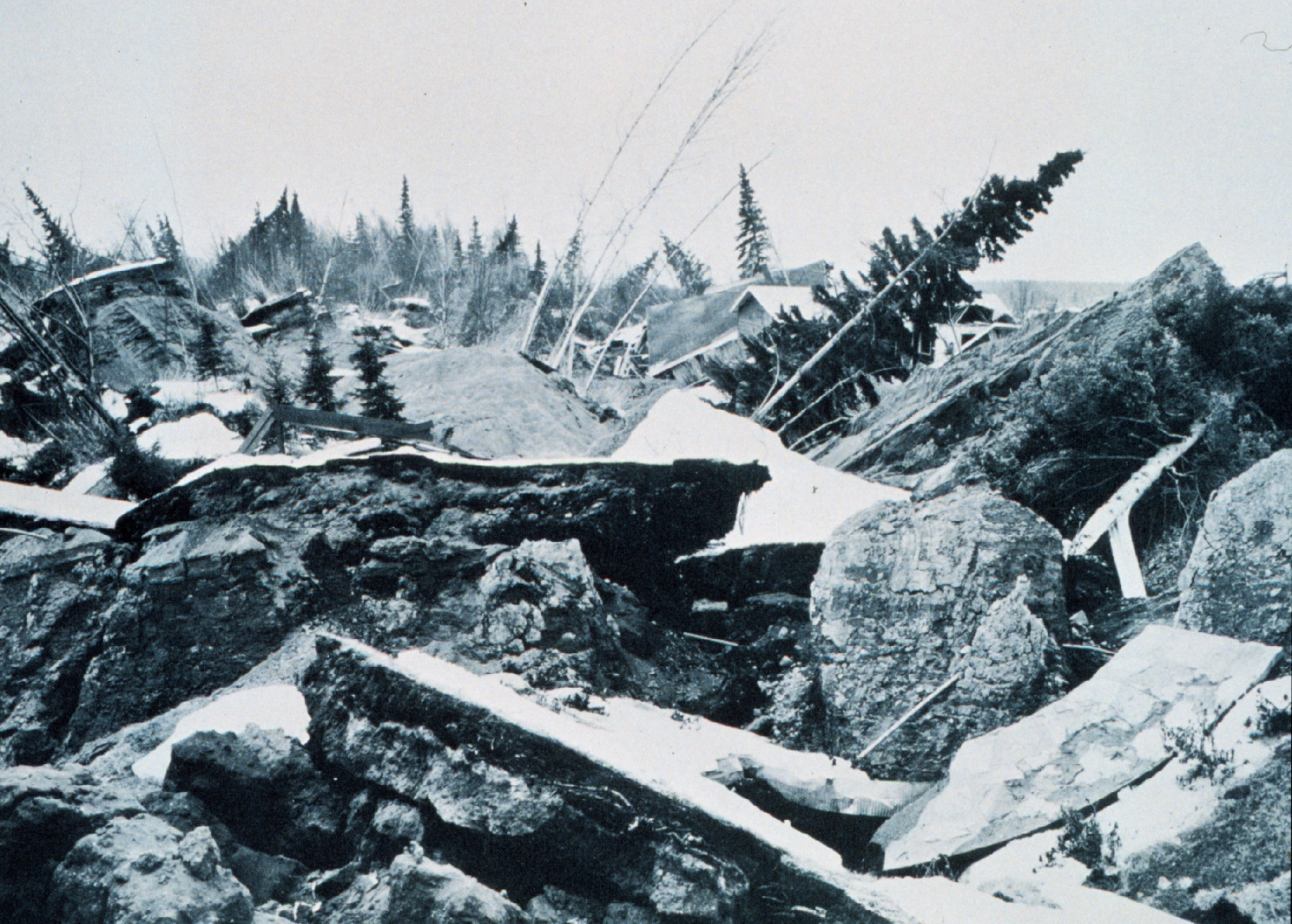
Sesuv půdy ve čtvrti Turnagain

Aljašské zemětřesení 1964, známé také jako Velké aljašské zemětřesení nebo Velkopáteční zemětřesení, udeřilo 27. března 1964 17:36 místního času.
S intenzitou XI. - extrémně silné na modifikované Mercalliho stupnici a magnitudou 9,2 Mw se jedná o vůbec nejsilnější zemětřesení na severoamerickém kontinentu a celosvětově druhé nejsilnější zemětřesení, které bylo zaznamenáno. Kvůli průvodním jevům na jižní a v centrální Aljašce (trhliny v zemi, zborcení staveb a tsunami) zemřelo zhruba 139 lidí.
Zemětřesní trvalo 4 minuty a 38 vteřin a způsobilo obrovské škody především ve městě Anchorage, kde došlo k mnoha sesuvům. V některých oblastech, jako například v okolí 320 km (200 mi) vzdáleného města Kodiak jihozápadně od Anchorage, došlo k permanentnímu vyzdvižení terénu až o 9 m (30 ft). Jinde, jako například v zaniklé osadě Portage, čítající tehdy několik desítek obyvatel, došlo naopak k poklesu až o 2,4 m (7,9 ft). Terén se v těchto místech propadl pod přílivovou úroveň hladiny moře, takže došlo k zatopení osady. Slaná voda navíc zahubila okolní lesy.

## Průběh
K hlavnímu otřesu došlo v 17:36 místního času na subdukčním zlomu mezi tichomořskou a severoamerickou litosférickou deskou. Epicentrum se nacházelo 20 km (12 mi) severně od zálivu Prince Williama, 120 km (75 mi) východně od Anchorage a 90 km (56 mi) západně od města Valdez. Hypocentrum leželo v hloubce 25 km (16 mi). Zemětřesní vyvolalo několik vln tsunami, některé s výškou až 67 m (220 ft), které způsobily rozsáhlé škody a mají na svědomí vůbec největší počet úmrtí. Rovněž došlo k mnoha sesuvům půdy. Na zhruba 520 000 km2 (200 000 sq mi) došlo k permanentnímu vyzdvižení terénu až o 11,5 m (38 ft).
Přibližně 20 vln tsunami vyvolaných otřesy bylo v odstupu několika hodin zaznamenáno ve více než 20 zemích, mezi nimi v Peru, Japonsku, Antarktidě nebo na Novém Zélandu. Nejvyšší vlna s výškou 67 m (220 ft) byla zaznamenána v zálivu Shoup Bay na Aljašce.

## Následky
Odhaduje se, že si katastrofa vyžádala celkem 139 lidských životů. Samotné zemětřesení má na svědomí 15 obětí a následné vlny tsunami 106 na Aljašce, 11 v Kalifornii a 4 v Oregonu. Intenzita na modifikované Mercalliho stupnici byla XI (katastrofické). Celkové škody jsou odhadovány na 311 milionů tehdejších USD.

### Oblast kolem Anchorage
Největší škody utrpělo Anchorage. Město sice nebylo přímo zasaženo vlnami tsunami, ale jeho části postavené na písčitém podloží byly silně poškozeny četnými sesuvy půdy. Při sesuvu ve čtvrti Turnagain v zálivu Cook bylo zničeno 75 domů. V oblasti byl později vybudován park Earthquake Park, ve kterém je k vidění výrazně zvlněný terén sesunutý o několik metrů pod úroveň okolí. K dalším velkým sesuvům došlo ve čtvrti Government Hill a v údolí Ship Creek, který zcela zničil několik městských bloků v centru města. Většina ostatních částí města utrpěla pouze menší škody. Na letišti se zřítila 18,3 m (60 ft) vysoká řídicí věž, ve které zahynul dispečer letecké dopravy.
Přibližně 32 km (20 mi) dlouhý úsek dálnice Seward Highway musel být uměle vyvýšen po tom, co se při zemětřesení propadl pod úroveň, které dosahuje hladina moře při přílivu. Dálnice a mosty na ní byly přestavěny mezi léty 1964 a 1966.

### Jinde na Aljašce
Většina pobřežních měst v zálivu Prince Williama, jako například Seward, Whittier nebo Kodiak, byla poškozena samotným zemětřesením, propady terénu, vlnami tsunami a požáry. Město Valdez, které rovněž utrpělo značné škody, bylo po třech letech přemístěno 7 km (4,3 mi) západně do vyšší polohy. Zemětřesení způsobilo šestiminutový výpadek radaru v Clear Air Force Station sloužícího během studené války k detekci balistických střel. Byl to jediný neplánovaný výpadek za celou dobu provozu. U města Cordova se zřítil 470 m (1 540 ft) dlouhý ocelový železniční most Million Dollar Bridge.

### Kanada
Přibližně 3 hodiny po zemětřesení zasáhla 1,4 m (4,6 ft) vysoká vlna tsunami město Port Prince v Britské Kolumbii. Následně vlna dorazila k městu Tofino, odkud pokračovala fjordem až k městu Port Alberni, které s odstupem jedné hodiny zasáhla dvakrát. Zničila tam 55 domů a dalších 375 poškodila. Poškozena byla i města Hot Springs Cove a Zeballos. Škody v Britské Kolumbii byly odhadnuty na 10 milionů tehdejších CAD.

### Další oblasti
11 lidí zahynulo ve městě Crescent City v Kalifornii a 4 děti na pobřeží Oregonu v parku Beverly Beach State Park. Další pobřežní města na severozápadním pobřeží Tichého oceánu a na Havaji byla poškozena. Projevy zemětřesení byly zaznamenány až ve městě Freeport v Texasu.

## Dotřesy
V několika týdnech po hlavním otřesu byly zaznamenány stovky dotřesů. Jen během prvního dne bylo zaznamenáno 11 dotřesů se sílou přesahující 6 Mw. Dalších 9 s obdobnou silou udeřilo během následujících třech týdnů. V měsících následujících po katastrofě byly zaznamenány tisíce dotřesů a některé menší oblast sužovaly i déle než rok.